# 古陶镇
古陶镇，是中华人民共和国山西省晋中市平遥县下辖的一个乡镇级行政单位。

## 行政区划
古陶镇下辖以下地区：
东城村、西城村、南城村、北城村、干坑村、十九街村、城南堡村、新南堡村、新庄村和闫壁村。